# Descărcarea muzicii
Descărcarea muzicii este procesul transferului digital al muzicii prin Internet într-un dizpozitiv capabil de a o decoda și reda, precum un calculator, MP3 player sau smartphone. Acest termen se referă la ambele descărcări legale și ilegale. În conformitate cu Nielsen, muzica care se poate descărca reprezintă 55.9% din toate vânzăriile muzicii în SUA din 2012. Din ianuarie 2011, iTunes a făcut $1.1 miliarde din veniturile din primul trimestru al anului fiscal.